# Desmeocraera amaura
Desmeocraera amaura är en fjärilsart som beskrevs av Sergius G. Kiriakoff 1968. Desmeocraera amaura ingår i släktet Desmeocraera och familjen tandspinnare. Inga underarter finns listade i Catalogue of Life.